# Albert Ernő
Albert Ernő (Csíkdánfalva, 1932. január 14. – Sepsiszentgyörgy, 2022. január 16.) romániai magyar népköltészeti gyűjtő.

## Életútja
Csíkkarcfalván és Csíkszeredában járt középiskolába, majd a Bolyai Tudományegyetemen szerzett magyar nyelv és irodalom szakos tanári oklevelet 1954-ben. Az 1. számú líceum (volt Székely Mikó Kollégium) tanára Sepsiszentgyörgyön. Népköltészeti kutatásait összekapcsolta a kollégiumban hagyományossá vált gyűjtéssel, melyet Vass Tamás indított el az 1860-as években és Konsza Samu tett híressé 1957-ben megjelent kötetével. Tanítványaival mintegy 3000 csíki és háromszéki népballadát, illetve változatot gyűjtött össze, ezekből 425 darabot közöl Háromszéki népballadák cím alatt (a dallamokat magnetofonról lejegyezte Szenik Ilona, bevezeti Faragó József, 1973).
A rendszerváltás után, 1998-ban megalapította az Albert Kiadót, saját munkáinak kiadására. 2006-ban a sepsiszentgyörgyi önkormányzat Pro Urbe-díjjal tüntette ki.

## Kötetei
- Háromszéki népballadák. Albert Ernő és tanítványai gyűjteménye; bev., jegyz. Faragó József, szerk. Albert Ernő, dallamlejegyzés, sajtó alá rend. Szenik Ilona; Kriterion, Bukarest, 1973
- Édesanyám sok szép szava. Adám Joákimné Kurkó Julianna énekei; gyűjt. Albert Ernő, dallamlejegyezés Demény Piroska; Kriterion, Bucureşti, 1989. 202 p. ISBN 973-26-0017-9
- Eljött karácsony. Kántálók, betlehemes játékok; Kovászna Megyei Népi Alkotások Háza, Sepsiszentgyörgy, 1994
- Boszorkányos dógok. Gyimesi csángó hiedelemmondák, hiedelmek; elmondotta Albert Mátyás és felesége, Tamás Katalin; Bon Ami, Sepsiszentgyörgy, 1995
- Rigó és madár. A főd népe. Egy gyimesi csángó család élete. Elmondotta Albert Mátyás és felesége, Tamás Katalin; Bon Ami, Sepsiszentgyörgy, 1995
- Rigó és madár. Egy gyimesi csángó család élete. Elmondotta Albert Mátyás és felesége, Tamás Katalin, 2-3.; Bon Ami, Sepsiszentgyörgy, 1997–1999
  - 2. Hegyek között és hadak útján; 1997
  - 3. Visznek Oroszországba / Hol sírtam, hol énekeltem; 1999
- Sok szép cigánylány. Háromszéki cigányoktól gyűjtött népdalok és balladák; Kovászna Megyei Népi Alkotások Háza, Sepsiszentgyörgy, 1998
- Eltiport szabadság. Jöttek az oroszok, 1849; "Jádzó" Társaság, Sepsiszentgyörgy, 1999
- Selyemkert. Gyimesi csángó népmesék; elmondta Albert Mátyás; "Jádzó" Társaság, Sepsiszentgyörgy, 1999
- Szabad madár. Háromszéki cigányoktól gyűjtött népköltészet és levéltári okmányok; dallamlejegyzés, zenei elemzés Szenik Ilona; Sepsiszentgyörgy, Charta, 2000
- A tizenkétfejű sárkány. Gyimesi csángó népmesék; elmondta Albert Mátyás; Albert, Sepsiszentgyörgy, 2000
- Sír az út előttem. Háromszéki cigányoktól gyűjtött népköltészet és levéltári okmányok; Albert, Sepsiszentgyörgy, 2001
- A halál völgye. A határőrség szervezése 1762–1764-ben; Albert, Sepsiszentgyörgy, 2004
- A halálra táncoltatott leány. Csíki népballadák; közread. Albert Ernő, dallamok sajtó alá rend. Szenik Ilona; Albert, Sepsiszentgyörgy, 2004

## Díjai, elismerései
- A Magyar Érdemrend tisztikeresztje (2012)
- Kriza János Néprajzi Társaság Életmű-díj (2017)[4]
- Háromszék Kultúrájáért Díj (2020)